# Dirk (prénom)
Pour les articles homonymes, voir Dirk (homonymie).
Dirk est un prénom masculin néerlandais et allemand.
Ce prénom est une forme raccourcie du prénom Diederik en néerlandais et de Dietrich en allemand.

## Personnalités
- Dirk Baert, coureur cycliste belge
- Dirk Bellemakers, coureur cycliste néerlandais
- Dirk Benedict, acteur américain
- Dirk Betzien, karatéka allemand
- Dirk Bikkembergs, styliste belge
- Dirk Blanchart, chanteur de rock belge
- Dirk Blocker, acteur américain
- Dirk Bogarde, acteur britannique
- Dirk Bouts, ou Dieric Bouts, dit aussi Dirk Bouts le Vieux, peintre néerlandais
- Dirk Braeckman, photographe belge
- Dirk Brouwer, astronome américain
- Dirk Claes, homme politique belge
- Dirk Coster, physicien néerlandais
- Dirk De Cock, homme politique belge
- Dirk De Wolf, coureur cycliste belge
- Dirk Demol, coureur cycliste belge
- Dirk Donker Curtius, avocat et ministre néerlandais
- Dirk Else, sauteur à ski allemand
- Dirk Frimout, astronaute belge
- Dirk Geeraerd, footballeur et entraineur belge
- Dirk Hafemeister, cavalier de saut d'obstacles allemand
- Dirk Hartog, marin et explorateur néerlandais
- Dirk Heidolf, pilote allemand de vitesse moto
- Dirk Heinen, footballeur allemand
- Dirk Henn, auteur de jeux de société allemand
- Dirk Hillbrecht, politicien allemand
- Dirk Hogendorp, militaire hollandais
- Dirk Kempthorne, homme politique américain
- Dirk Kuijt, footballeur néerlandais
- Dirk Marcellis, footballeur néerlandais
- Dirk Martens, imprimeur flamand
- Dirk Martens, journaliste et écrivain belge de langue flamande
- Dirk Martens, acteur allemand
- Dirk Medved, footballeur belge
- Dirk Mudge, homme politique namibien
- Dirk Müller  :
  - Dirk Müller, pilote automobile allemand
  - Dirk Müller, coureur cycliste allemand
- Dirk Nowitzki, joueur de basketball allemand
- Dirk Peeters, homme politique belge
- Dirk Raudies, pilote de vitesse moto allemand
- Dirk Reichl, coureur cycliste allemand
- Dirk Schuster, footballeur allemand
- Dirk Sterckx, homme politique belge
- Dirk van der Aare, évêque et seigneur d'Utrecht
- Dirk Van der Cruysse, historien belge
- Dirk Van Mechelen, homme politique belge
- Dirk Van der Maelen, homme politique belge
- Dirk Vijnck, homme politique belge
- Dirk de Kort, homme politique belge
- Dirk van Haaren, peintre néerlandais

## Personnages de fiction
- Dirk Gently, personnage de fiction créé par Douglas Adams
- Dirk Pitt, personnage de roman créé par Clive Cussler
- Dirk Strider, personnage de webcomic créé par Andrew Hussie pour Homestuck